# Cellular
Cellular is een Amerikaanse actiethriller uit 2004. De film werd geregisseerd door David Ellis met Chris Evans, Kim Basinger en Jason Statham in de hoofdrollen. Cellular werd in september 2003 opgenomen in Zuid-Californië en kwam in september 2004 in de zalen. De film werd op gemengde reacties onthaald, maar verdiende het productiebudget van 25 miljoen dollar wel dubbel terug.

## Verhaal
Op een dag wordt Jessica Martin uit haar huis ontvoerd door Ethan Green en zijn handlangers en opgesloten op de zolder van een afgelegen huis. Ethan slaat de telefoon die daar hangt stuk, maar Jessica slaagt er na wat futselen in een willekeurig nummer te bellen. Dat nummer hoort bij het gsm-toestel van Ryan Hewitt. Die hoort eerst ongelovig haar relaas aan, maar gaat dan toch naar de politie. Daar wordt hij door agent Bob Mooney doorverwezen naar de rechercheurs op de derde verdieping, maar in het trappenhuis wordt het signaal zwakker. Dan komt Ethan binnen die Jessica vraagt "waar het is". Als ze niet kan antwoorden instrueert hij zijn handlangers om haar zoontje van school te gaan halen. Ryan vertrekt onmiddellijk om hen voor te zijn, maar is toch net te laat. Hij achtervolgt de handlangers, maar intussen raakt zijn gsm-batterij leeg en dus overvalt hij een winkel om aan een oplader te komen. 
Intussen blijkt dat het de ontvoerders om Jessica's man Craig te doen is en zij krijgen uit haar dat die op de luchthaven zal zijn. Ryan probeert er weer als eerste te zijn, maar hij komt weer net te laat. Hij wordt door Jessica naar een bank gestuurd waar Craig gedwongen werd iets uit zijn kluis op te halen. Ryan bemachtigt het voorwerp en gaat ervandoor. Dat blijkt Craigs videocamera te zijn met daarop beelden van Ethan en zijn handlangers – die corrupte politieagenten zijn – die iemand executeren. Hij belt Ethan en komt met hem overeen de camera te ruilen voor de Martins op de Santa Monica Pier. Mooney wordt door de corrupte rechercheur Tanner meegevraagd om Ryan –die inmiddels geseind staat – te identificeren. 
Als ze hem vinden wordt Ryan overmeesterd, maar hij kan ontsnappen en verschuilt zich in een boothuis. Daar wordt hij ontdekt door Ethan, maar als die op het punt staat hem neer te schieten wordt die overmeesterd door Mooney, die er inmiddels achter is gekomen dat alle aanwezige agenten behalve hijzelf corrupt zijn en het op Ryan gemunt hebben. Ethan ontkomt en er ontstaat een kat-en-muisspel. Als Ethan Mooney in het vizier heeft belt Ryan hem, waardoor hij verraden is en Mooney hem kan neerschieten. Vervolgens bevrijden ze de Martins, die al die tijd gevangen zaten in een bestelwagen. Tanner wordt opgepakt.

## Rolverdeling
| Acteur               | Personage      | Opmerkingen            |
| -------------------- | -------------- | ---------------------- |
| Chris Evans          | Ryan Hewitt    | Protagonist            |
| Kim Basinger         | Jessica Martin | Ontvoerde moeder       |
| Jason Statham        | Ethan Greer    | Ontvoerder             |
| William H. Macy      | Bob Mooney     | Agent                  |
| Noah Emmerich        | Jack Tanner    | Corrupte rechercheur   |
| Matt McColm          | Deason         | Handlanger van Greer   |
| Brendan Kelly        | Mad Dog        | Handlanger van Greer   |
| Eric Etebari         | Dmitri         | Handlanger van Greer   |
| Valerie Cruz         | Dana Bayback   | Handlangster van Greer |
| Richard Burgi        | Craig Martin   | Jessica's man          |
| Adam Taylor Gordon   | Ricky Martin   | Jessica's zoontje      |
| Jessica Biel         | Chloe          | Ryans ex-vriendin      |
| Eric Christian Olsen | Chad           | Vriend van Ryan        |
| Rick Hoffman         |                | Advocaat               |